# Gummo Marx

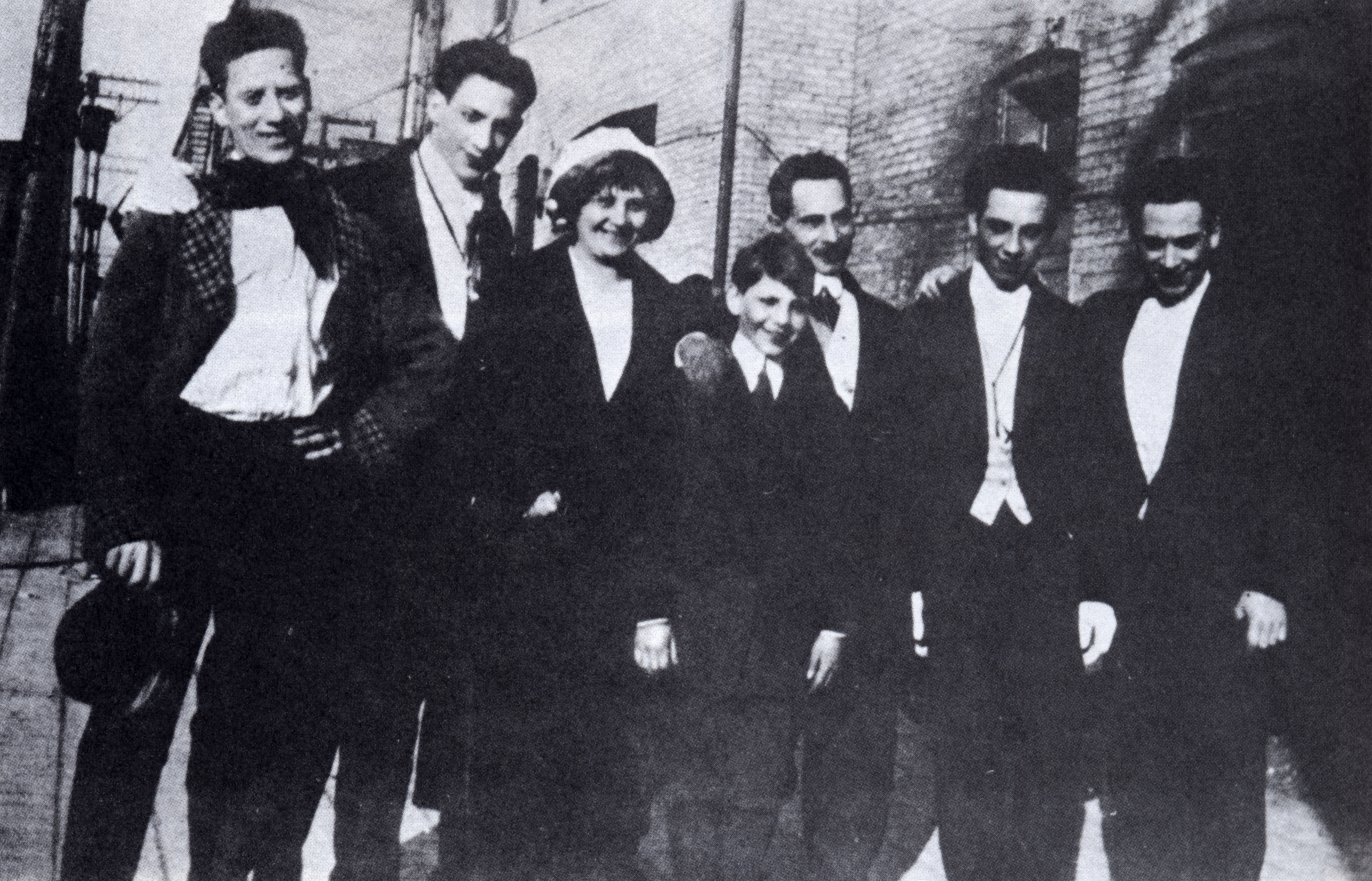
Groucho, Gummo, Minnie (mama), Zeppo, Frenchie (tatăl), Chico și Harpo. Circa 1913.

Milton „Gummo” Marx (n. 23 octombrie 1893, New York, SUA – 21 aprilie 1977)  a fost un actor american de comedie, unul dintre frații Marx, copiii unei familii de evrei imigranți din Germania.
1. ↑  The Peerage